# Deseadense
El Deseadense o SALMA Deseadense (del  inglés South American land mammal ages) es una edad mamífero de América del Sur, división establecida para definir una escala geológica de tiempo para la fauna de mamíferos sudamericanos. Su límite inferior se sitúa en los 29 Ma, mientras que su límite superior se ubica en los 21 Ma.
La «edad mamífero Deseadense» se identificó en las barrancas de la ría Deseado, en el nordeste de la provincia de Santa Cruz, Patagonia argentina. 
Históricamente se ha considerado al piroterio Pyrotherium romeroi como una especie que caracteriza a la «edad-mamífero Deseadense».
El género Trachytherus tiene un valor crono y bioestratigráfico muy importante. Su distribución parece circunscribirse solamente al Deseadense (Oligoceno tardío) y su distribución estratigráfica se restringe a la parte superior del «miembro Puesto Almendra» de la «formación Sarmiento» en la cuenca del golfo de San Jorge, provincia del Chubut, y a los «estratos de Salla», en la cuenca de Salla-Luribay, Bolivia. En Patagonia, Pyrotherium romeroi tiene la misma distribución estratigráfica que la de Trachytherus spegazzinianus. Con este último, se ha definido una biozona de intervalo denominada de Trachytherus spegazzinianus, la cual representa la base bioestratigráfica para el reconocimiento de la «edad Deseadense». Se ha recomendado también a esta especie para caracterizar la fauna del Oligoceno asignada a la «edad deseadense» en la Patagonia y Bolivia, al contar con un completo registro estratigráfico. Su paracrón comprende desde 27,6 Ma en Pico Truncado, Argentina, hasta 24,8 Ma en Salla, Bolivia.
Entre los géneros del orden Notoungulata de «edad mamífero Deseadense» se encuentran: Asmodeus (Homalodotheriidae), y Scarrittia, Leontinia, y Ancylocohelus (Leontiniidae).
En el noreste de la Argentina, la «edad mamífero Deseadense» se corresponde con la «formación Fray Bentos», presente en las provincias de Corrientes y Entre Ríos, así como en el oeste del Uruguay.
En la provincia de Río Negro, se presenta en el perfil que corona la meseta de Colitoro.

## Sucesión de las edades mamífero de América del Sur
| Predecesor: Tinguiririquense | Deseadense Edades mamífero de América del Sur | Sucesor: Colhuehuapense |